# Victoria Tereshuk
Victoria Anatoliïvna Tereshchuk (Lugansk, 18 de fevereiro de 1982) é uma pentatleta ucraniana campeã mundial.

## Carreira
Tereshuk representou seu país nos Jogos Olímpicos de 2004, 2008 e 2012, na qual conquistou a medalha de bronze em Pequim. No entanto foi desclassificada e teve sua medalha olímpica cassada em 1 de março de 2017, após a reanálise de seu teste antidoping acusar o uso da substância proibida turinabol.